# Saulius Šarkauskas
Saulius Šarkauskas (né le 25 mai 1970 à Klaipeda) est un coureur cycliste lituanien.
Professionnel de 1996 à 2002 dans des équipes portugaises, il représente la Lituanie aux Jeux olympiques de 1992 et 2000. Aux Jeux de 1992, à Barcelone, il prend la 23e place de la course sur route.

## Palmarès
- 1992
  - 2e, 5e et 8e étapes du Circuit des Mines[1]
  - Prologue du Tour de Pologne (contre-la-montre par équipes)
  - 3e du Grand Prix de Lillers
  - 3e du Teleflex Tour
- 1993
  - 3e du Circuit des Mines
- 1994
  - Tour de Normandie :
    - Classement général
    - 1re et 6e étapes
- 1996
  - 1re étape du Grand Prix Jornal de Notícias
  - 4e étape du Tour du Poitou-Charentes
  - 1re étape du Grande Prémio Ciclismo de Torres Vedras
  - 3e étape du Tour de l'Alentejo
  - 3e étape du Tour du Portugal
- 1997
  - G.P. Portugal Telecom :
    - Classement général

  - 4e étape
  - 2e étape du Tour de l'Alentejo
  - 4eb étape du Grand Prix Jornal de Notícias
- 1998
  - 2e étape du Tour d'Algarve
  - 4eb étape du Grande Prémio Ciclismo de Torres Vedras
- 1999
  - 5e étape du Tour d'Algarve
  - 2e étape du Grand Prix Jornal de Notícias
  - 3ea et 4e étapes du Grande Prémio do Minho
  - 4e étape du Tour du Portugal
  - 2e du Circuit de Malveira
  - 3e du championnat de Lituanie sur route
- 2000
  - 5e étape du Grand Prix Jornal de Notícias
  - 5e étape du Grande Prémio Ciclismo de Torres Vedras
  - 14e étape du Tour du Portugal
- 2001
  - 5e étape du Tour d'Algarve
  - 2e étape du Grande Prémio do Minho
  - GP PAD :
    - Classement général
    - 1re étape

## Résultats sur les grands tours

### Tour d'Espagne
1 participation 
- 2000 : 69e